# Парламентские выборы в Греции (январь 2015)
О проведении новых внеочередных выборов в парламент Греции в январе 2015 года было официально объявлено 29 декабря 2014 года, после того как текущий парламент, сформированный в июне 2012 года, не смог избрать президента Греции и был распущен. Тогда внеочередные парламентские выборы были назначены на 25 января 2015 года. Выборы принесли победу получившей 36,34 % голосов Коалиции радикальных левых (СИРИЗА), что является одним из лучших показателей для левосоциалистических партий в мире.

## Предыстория
С 2009 года экономика Греции находилась в состоянии кризиса. Для того чтобы избежать дефолта, правительству страны пришлось обратиться за экономической помощью к Еврокомиссии и МВФ. В обмен на предоставление кредитных траншей Греция обязалась проводить политику «строгой экономии», цель которой — добиться бюджетного профицита.
Действующее правительство Греции было сформировано после парламентских выборов, прошедших в июне 2012 года. Его поддержали три парламентские партии: «Новая демократия», «ПАСОК» и «Демократические левые». Лидер «Новой демократии» Антонис Самарас стал премьер-министром.
21 июня 2013 года «Демократические левые» вышли из правящей коалиции после решения правительства в целях экономии закрыть государственную «Греческую корпорацию телерадиовещания», заменив её на новую государственную телерадиовещательную компанию «Новое греческое радио, интернет и телевидение». Выход «Демократических левых» из коалиции привёл к тому, что правительственное большинство в парламенте сократилось до 153 депутатов (немного больше половины в трёхсотместном парламенте). Также после закрытия корпорации несколько беспартийных министров покинули правительство.
25 мая 2014 года в Греции прошли выборы в Европейский парламент, которые рассматривались как тест на доверие граждан правительству. По результатам выборов, первое место заняла оппозиционная «Коалиция радикальных левых» (26,58 % голосов и 6 мест в Европарламенте), оттеснив проправительственную «Новую демократию» на второе (22,71 % и 5 мест). Второй участник правящей коалиции «ПАСОК» стал четвёртым (8,02 %) и пропустил вперёд себя националистическую партию «Золотая Заря».
После оглашения результатов лидер «Коалиции радикальных левых» Алексис Ципрас потребовал провести досрочные парламентские выборы. Премьер-министр Антонис Самарас отверг идею досрочных выборов и заявил, что «те, кто пытался превратить европейские выборы в плебисцит, проиграли. Они не смогли создать условия нестабильности, неуверенности и политической неуправляемости». С подобной идеей выступил и лидер «ПАСОК» Евангелос Венизелос. Учитывая результаты выборов, правящая коалиция предложила провести перестановки в правительстве. В результате состав правительства обновился примерно на треть, в том числе был назначен новый министр финансов.
В конце ноября 2014 года в Греции прошли всеобщие забастовки против мер жёсткой экономии. После этого оппозиционные партии и в первую очередь коалиции «СИРИЗА» стали выступать с требованием новых досрочных парламентских выборов. Эти требования привели к тому, что премьер-министр Греции (лидер партии «Новая демократия») Антонис Самарас и вице-премьер (лидер ПАСОК) Эвангелос Венизелос инициировали досрочные президентские выборы, обратившись к председателю парламента с просьбой назначить процедуру избрания нового президента Греции на 17 декабря 2014 года.
В декабре 2014 года в парламенте Греции прошли три тура выборов президента Греции: первый тур прошёл 17 декабря 2014 года, второй тур прошёл 23 декабря, и третий тур прошёл 29 декабря. Парламент, сформированный в июне 2012 года, не смог избрать нового президента Греции и был распущен. И тогда 29 декабря 2014 года были назначены новые внеочередные парламентские выборы, которые должны состоятся 25 января 2015 года.

## Процедура
Голосование является обязательным, хотя ни одно из существующих наказаний за нарушение никогда не применялось.
250 депутатских мандатов распределяются по пропорциональной системе, избирательный барьер составляет 3 %. Пустые и недействительные бюллетени, а также голоса, отданные за партии, не преодолевшие трёхпроцентный барьер, не учитываются при распределении мандатов. Партия, набравшая больше всех голосов, получает дополнительные 50 мест в парламенте Греции.
До выборов допущены 18 партий и 4 предвыборных объединения.

## Избирательная кампания

### Прогнозы
По опросам общественного мнения, фаворитом на этих выборах станет главная оппозиционная партия — Коалиция радикальных левых сил (СИРИЗА), выступающая против мер жесткой экономии, проводимых нынешним правительством в соответствии с требованиями международных кредиторов Греции. Второе место опросы отдают правящей «Новой демократии». Остальные политические партии идут с большим отрывом от лидеров и не набирают и 8 % голосов. Согласно греческому законодательству сила, занявшая первое место на выборах, получает автоматически дополнительные 50 мест в парламенте. Поэтому ожидается серьёзное изменение его состава. В результате с большой вероятностью может быть сформировано правительство евроскептиков, что повлечёт за собой новый виток политического и экономического кризиса, вплоть до дефолта Греции и её выхода из еврозоны. Вторым возможным сценарием является отсутствие договоренности по формированию коалиции, что повлечёт за собой новые перевыборы, как это уже было в 2012 году.

### Опросы

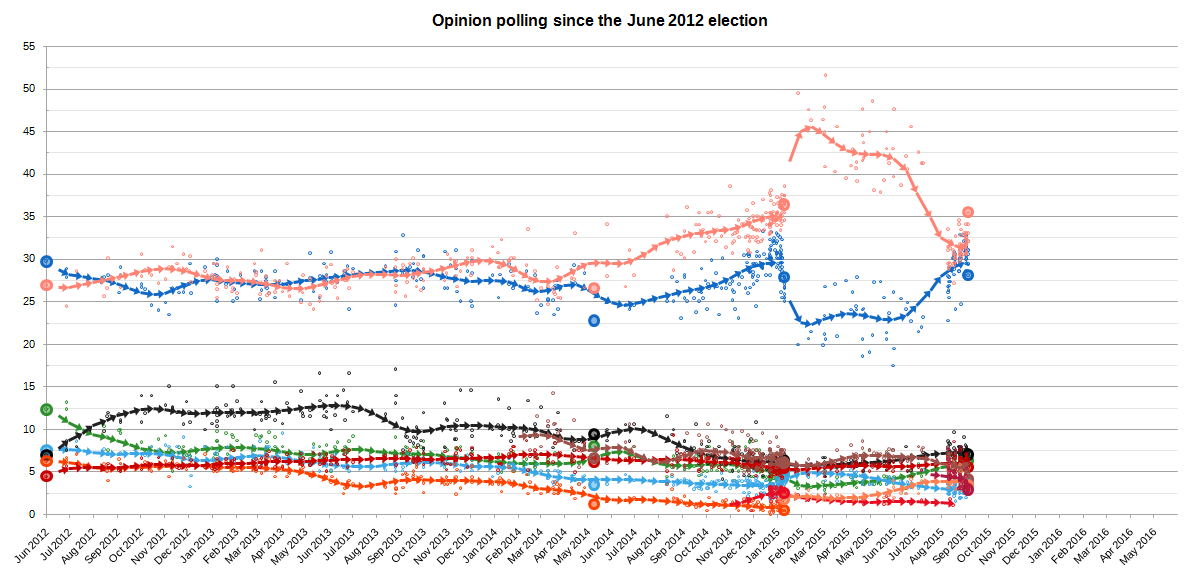
результаты опросов, проводившихся с июня 2012 по настоящее время.
Новая демократия
СИРИЗА
ПАСОК
АНЭЛ
Золотая заря
Демократические левые
Компартия Греции
Река
Партия демократического социализма

## Результаты

### Предварительные результаты
По предварительным данным, после обработки данных с 4,8 тысячи избирательных участков из 19,5 тысяч, в парламент Греции проходят семь партий: СИРИЗА 36,5 % (150 мест), Новая демократия 29,22 % (76 мест), Золотая заря 6,3 % (17 мест), Река (To Potami) 5,9 % (16 мест), Компартия Греции 5,6 % (15 мест), ПАСОК 4,8 % (13 мест), Независимые греки (АНЭЛ) 4,7 % (13 мест).

### Официальные результаты
|                                                                                         | Коалиция радикальных левых (SYRIZA)                                | 2 246 064 | 36,34  | ▲9,45 | 149 | ▲78 |  |  |  |  |
|                                                                                         | Новая демократия (ND)                                              | 1 718 815 | 27,81  | ▼1,85 | 76  | ▼53 |  |  |  |  |
|                                                                                         | Золотая заря (XA)                                                  | 388 447   | 6,28   | ▼0,64 | 17  | ▼1  |  |  |  |  |
|                                                                                         | Река (Potami)                                                      | 373 868   | 6,05   | Новая | 17  |     |  |  |  |  |
|                                                                                         | Коммунистическая партия Греции (KKE)                               | 338 138   | 5,47   | ▲0.97 | 15  | ▲3  |  |  |  |  |
|                                                                                         | Независимые греки (ANEL)                                           | 293 371   | 4,75   | ▼2,76 | 13  | ▼7  |  |  |  |  |
|                                                                                         | ПАСОК (PASOK-DP)                                                   | 289 482   | 4,68   | ▼7,60 | 13  | ▼20 |  |  |  |  |
|                                                                                         | Движение демократических социалистов (KIDISO)                      | 152 230   | 2,46   | Новая | 0   |     |  |  |  |  |
|                                                                                         | Союз центристов (EK)                                               | 110 826   | 1,79   | ▲1.50 | 0   | ▬   |  |  |  |  |
|                                                                                         | Teleia (Apostolos Gkletsos)                                        | 109 483   | 1,77   | Новая | 0   |     |  |  |  |  |
|                                                                                         | Народный православный призыв (LAOS)                                | 63 692    | 1,03   | ▼0.55 | 0   | ▬   |  |  |  |  |
|                                                                                         | Фронт греческих антикапиталистических левых — MARS (ANTARSYA-MARS) | 39 455    | 0,64   | ▲0.31 | 0   | ▬   |  |  |  |  |
|                                                                                         | Зелёные—Демократические левые (Prasinoi-DIMAR)                     | 30 074    | 0,49   | ▼5,77 | 0   | ▼17 |  |  |  |  |
|                                                                                         | Другие (10 партий)                                                 |           | 0,44   |       | 0   | ▬   |  |  |  |  |
|                                                                                         |                                                                    |           |        |       |     |     |  |  |  |  |
| Всего                                                                                   | Всего                                                              | 6 181 274 | 100.00 |       | 300 | ±0  |  |  |  |  |
|                                                                                         |                                                                    |           |        |       |     |     |  |  |  |  |
| Действительные бюллетени                                                                | Действительные бюллетени                                           | 6 181 274 | 97,64  |       |     |     |  |  |  |  |
| Недействительные бюллетени                                                              | Недействительные бюллетени                                         | 114 703   | 1,81   |       |     |     |  |  |  |  |
| Пустые бюллетени                                                                        | Пустые бюллетени                                                   | 34 809    | 0,55   |       |     |     |  |  |  |  |
| Явка                                                                                    | Явка                                                               | 6 330 786 | 63,87  |       |     |     |  |  |  |  |
| Зарегистрированные избиратели                                                           | Зарегистрированные избиратели                                      | 9 911 495 |        |       |     |     |  |  |  |  |
|                                                                                         |                                                                    |           |        |       |     |     |  |  |  |  |
| Source: Министерство внутренних дел Архивная копия от 26 января 2015 на Wayback Machine |                                                                    |           |        |       |     |     |  |  |  |  |

## Формирование правительства
Победившая партия «СИРИЗА» на следующий день после выборов объявила о формировании правящей коалиции в составе: левая партия СИРИЗА и правоцентристская партия «Независимые греки» (АНЭЛ). В этот же день 26 января 2015 года Алексис Ципрас принял присягу в качестве премьер-министра и получил от президента мандат на создание правительства. На следующий день 27 января 2015 года Алексис Ципрас объявил состав нового кабинета министров, в который вошли 20 человек. По оценке наблюдателей, Ципрас выбрал на ключевые посты в своем кабинете известных в стране ученых.
11 февраля 2015 года новоизбранный греческий парламент выразил доверие новому правительству Алексиса Ципраса. За продолжение работы нового кабинета министров проголосовали 162 депутата из 300.